# Nikołaj Kryłow (fizyk)
Nikołaj Siergiejewicz Kryłow (ros. Никола́й Серге́евич Крыло́в; ur. 28 lipca?/10 sierpnia 1917 w Ustiużnej, Gubernia wołogodzka, zm. 21 czerwca 1947 w Leningradzie) – radziecki i rosyjski fizyk teoretyczny znany z prac o podstawowych zagadnieniach mechaniki klasycznej, fizyki statystycznej i mechaniki kwantowej.
Ustanowił prawo mieszania w przestrzeni fazowej i jego związek z hipotezą ergodyczną, zapoczątkował stochastyczne ujęcie teorii chaosu deterministycznego w fizycznych układach dynamicznych wskazawszy na własność mieszania i związaną z nią lokalną niestabilność prawie wszystkich trajektorii w przestrzeni fazowej jako warunku wystarczającego relaksacji układu dynamicznego do stanu równowagi termodynamicznej. Współautor twierdzenia Focka-Kryłowa o rozpadzie stanu niestacjonarnego w mechanice kwantowej.

## Tło rodzinne
Pochodził z rodziny prawników Cesarstwa Rosyjskiego, jej przedstawiciele byli znani w ZSRR i są znani w Rosji, w rodzinie zapoczątkował działalność zawodową w dziedzinie nauk fizycznych.
- Ojciec – Siergiej Borisowicz Kryłow (1888–1958), doktor nauk prawnych i zasłużony działacz nauki RSFSR, w latach 1919–1930 wykładowca wydziału prawa radzieckiego Leningradzkiego Uniwersytetu Państwowego, profesor prawa państwowego i międzynarodowego m.in. Instytutu Stosunków Międzynarodowych MSZ ZSRR i Akademii Nauk Społecznych przy KC WKP(b)/KPZR, od 1942 roku ekspert-konsultat wydziału kontraktowo-prawnego Ludowego Komisariatu Spraw Zagranicznych (od 1946 roku MSZ) ZSRR, od 1943 roku kierownik katedry prawa międzynarodowego Instytutu Stosunków Międzynarodowych MSZ ZSRR, członek Konferencji w Dumbarton Oaks w 1944 roku i Konferencji Narodów Zjednoczonych w sprawie Organizacji Międzynarodowej w San Francisco w 1945 roku, współtwórca i sygnatariusz Karty Narodów Zjednoczonych w 1945 roku, uczestnik pierwszej sesji Zgromadzenia Ogólnego Organizacji Narodów Zjednoczonych w Londynie, w latach 1946–1952 członek Międzynarodowego Trybunału Sprawiedliwości, od 1947 roku członek-pracownik Instytutu Prawa Międzynarodowego, w latach 1953–1956 członek Komisji Prawa Międzynarodowego, od 1957 roku arbiter międzynarodowy w Stałym Trybunale Arbitrażowym w Hadze.
- Matka - Jewa Nikołajewna Okuniewa (1886–1976), szlachcianka wykształcona na prawniczych kursach Beztużewa.
  - Dziadek – Nikołaj Aleksandrowicz Okuniew (1857–1939), twórca sądów specjalnych i zakładów poprawczych dla nieletnich, pierwszy sędzia do spraw nieletnich w Cesarstwie Rosyjskim, który wniósł wielki wkład w rozwój wydziału ochrony społecznej i prawnej nieletnich Leningradzkiego Państwowego Instytutu Pedagogicznego im. Aleksandra Hercena, gdzie był nauczycielem.
- Brat – Boris Siergiejewicz Kryłow (1923–2013), doktor nauk prawnych, w 1947 roku ukończył Wojskową Akademię Prawniczą Robotniczo-Chłopskiej Armii Czerwonej, od 1956 roku pracownik naukowy Instytutu Stosunków Międzynarodowych MSZ ZSRR, od 1961 roku starszy pracownik naukowy Instytutu Prawa Akademii Nauk ZSRR, w latach 1965–1967 i 1983–2002 kierownik sektora prawodawstwa zagranicznego ds. ustroju państwowego Wszechzwiązkowego Instytutu Naukowo-Badawczego Prawodawstwa Radzieckiego, w latach 1967–1969 kierownik sektora Instytutu Gospodarki Światowej i Stosunków Międzynarodowych Akademii Nauk ZSRR, w latach 1969–1983 pracownik naukowy Wyższej Szkoły MSW ZSRR, w latach 1996–1997 szef delegacji Rosji w Komisji Praw Człowieka ONZ, od 2002 roku profesor katedry zagranicznego prawa konstytucyjnego Państwowego Moskiewskiego Uniwersytetu Prawniczego im. Olega Kutafina.
  - Bratanek – Siergiej Borisowicz Kryłow (ur. 1949), dyplomata i kierownik korporacyjny, w 1971 roku ukończył studia w Instytucie Stosunków Międzynarodowych MSZ ZSRR, w latach 1971–1977 pracownik Ambasady ZSRR w Zairze, w latach 1979-1986 pracownik sekretariatu szefa MSZ ZSRR, w latach 1986–1989 pomocnik zastępcy szefa MSZ ZSRR, w latach 1989-1990 słuchacz Akademii Dyplomatycznej MSZ ZSRR, w latach 1990–1992 doradca-wysłannik Ambasady ZSRR w Portugalii, w latach 1992–1993 sekretarz generalny w MSZ Rosji, w latach 1993–1996 zastępca szefa MSZ Rosji, w latach 1996–1997 stały przedstawiciel Rosji przy ONZ w Genewie, w latach 1997–2004 ambasador nadzwyczajny i pełnomocny Rosji w Niemczech, w latach 2004–2006 kierownik oddziału stosunków międzynarodowych firmy inwestycyjnej AFK Sistema, od 2006 roku wiceprezes ds. związków z organami państwowymi Siemens LLC w Rosji, od 2015 roku profesor katedry dyplomacji Moskiewskiego Państwowego Instytutu Stosunków Międzynarodowych MSZ Rosji, zasłużony pracownik służby dyplomatycznej Rosji, był przewodniczącym rosyjskiej części międzyrządowej grupy ds. rozwoju współpracy między sąsiednimi regionami oraz członkiem Międzyresortowej rady ds. koordynacji działań rosyjskich ośrodków nauki i kultury za granicą.
- Siostra – Jelena Siergiejewna Rżanowa z d. Kryłowa (ur. 1919), kandydat nauk fizyko-matematycznych, do 1962 roku jej pracą badawczą w laboratorium luminescencji Instytutu Fizycznego im. Piotra Lebiediewa Akademii Nauk ZSRR kierował akademik Siergiej Wawiłow, do 1974 roku była pracownikiem naukowym Instytutu Fizyki Ciała Stałego i Elektroniki Półprzewodnikowej Oddziału syberyjskiego Akademii Nauk ZSRR w Nowosybirsku.
  - Szwagier – Anatolij Wasiljewicz Rżanow, członek rzeczywisty Akademii Nauk ZSRR i twórca Instytutu Fizyki Ciała Stałego i Elektroniki Półprzewodnikowej Oddziału syberyjskiego Akademii Nauk ZSRR w Nowosybirsku, obecnie Instytutu Fizyki Półprzewodników im. Anatolija Rżanowa Oddziału syberyjskiego Rosyjskiej Akademii Nauk.
  - Siostrzeniec – Jurij Anatolijewicz Rżanow (ur. 1954), fizyk ciała stałego. Siostrzenica – Jelena Anatlolijewna Rżanowa (ur. 1951).
- Żona – Lidia Walentinowna Dogiel (ur. 1919), doktor nauk medycznych, profesor wydziału chorób nerwowych Leningradzkiego Instytutu Doskonalenia Lekarzy, w 1946 roku ukończyła I. Leningradzki Instytut Medyczny im. akademika Iwana Pawłowa. Para nie miała potomstwa.
  - Teść – Walentin Dogiel, członek korespondent Akademii Nauk ZSRR i profesor Leningradzkiego Uniwersytetu Państwowego, twórca rosyjskiej protozoologicznej i parazytologicznej szkoły naukowej.

## Wykształcenie i działalność naukowa
W latach 1934–1937 studiował na wydziale fizyki Leningradzkiego Uniwersytetu Państwowego im. Andrieja Bubnowa, po uzyskaniu dyplomu z wyróżnieniem został aspirantem na katedrze fizyki teoretycznej, jego promotorem był kierownik katedry akademik Władimir Fock. W latach 1939–1941 Kryłow odbył obowiązkową służbę wojskową w szeregach Robotniczo-Chłopskiej Armii Czerwonej, podczas wojny z Niemcami wykonywał różne zadania o znaczeniu obronnym. W tym czasie nie przerywał badań, w 1940 roku światło dzienne ujrzały jego dwa artykuły opublikowane przez czasopismo Uniwersytetu Leningradzkiego. W jednym z nich, Kryłow i jego kolega aspirant Focka Gleb Filipczenko, którego ojciec profesor Uniwersytetu Leningradzkiego Jurij Filipczenko był twórcą dzisiejszego Instytutu Genetyki Ogólnej im. Nikołaja Wawiłowa Rosyjskiej Akademii Nauk i miejscowej szkoły naukowej genetyki ewolucyjnej, skrytykował sposoby teoretycznego otrzymania układu kanonicznego Gibbsa przedstawione w podręcznikach Fizyka statystyczna, będącym dzisiaj częścią monumentalnego uniwersyteckiego kursu fizyki teoretycznej, którego autorzy laureat Nagrody Nobla w dziedzinie fizyki w 1962 roku Lew Landau i Jewgienij Lifszyc później zostali członkami rzeczywistymi Akademii Nauk ZSRR, oraz Mechanika kwantowa którego autorem był członek korespondent Akademii Nauk ZSRR Jakow Frenkel.
W 1941 roku Kryłow uzyskał stopień kandydata nauk fizyko-matematycznych na podstawie dysertacji Procesy mieszania w przestrzeni fazowej, w której przedstawił mechanikę klasyczną jako podstawę fizyki statystycznej ustanowiwszy prawo mieszania w przestrzeni fazowej i jej związek z hipotezą ergodyczną w oparciu o dwie podstawowe zasady: niestabilność systemu wyróżniającą systemy dynamiczne o statystycznie opisywalnej ewolucji i niepewność stanu początkowego układu ograniczającą dokładność jego określenia, po czym został badaczem w Instytucie fizyki uczelni macierzystej gdzie pracował naukowo pod kierunkiem Focka. W 1942 roku uzyskał stopień doktora nauk fizyko-matematycznych na podstawie dysertacji Procesy relaksacji układów statystycznych i kryterium niestabilności mechanicznej w Leningradzkim Instytucie Fizyko-Technicznym Akademii Nauk ZSRR, którym wówczas kierował akademik Abram Ioffe, podczas ewakuacji placówki do Kazania wskutek niemieckiego oblężenia Leningradu. Tym samym, Kryłow został najmłodszym doktorem nauk w ZSRR. Prowadził badania w Jełabudze, Joszkar-Oła i Moskwie, tuż po zniesieniu blokady Leningradu w 1944 roku powrócił na Uniwersytet Leningradzki jako starszy pracownik naukowy, w 1946 roku rozpoczął pracę nad obszerną monografią Uzasadnienie statystyki fizycznej (ros. Обоснование физической статистики). 
W 1944 roku, dzięki bezpośredniemu wsparciu Frenkela, opublikował podsumowanie swoich wcześniejszych badań na łamach amerykańskiego czasopisma naukowego Nature. W 1947 roku, wraz z Fockiem w pracy dotyczącej kwantowo-mechanicznej zasady nieoznaczoności dla czasu i energii, którą zapoczątkował laureat Nagrody Nobla w dziedzinie fizyki w 1922 roku Niels Bohr a rozwinęli Landau i laureat Nagrody Nobla w dziedzinie fizyki w 1958 roku Igor Tamm wraz ze współautorami, wykazał wykładnicze prawo rozpadu stanu niestacjonarnego, znane jako twierdzenie Focka-Kryłowa, podobne w zachowaniu do prawa rozpadu naturalnego znanego z nauki o promieniotwórczości.
Kryłow nie mógł ukończyć zaplanowanego programu badawczego, zmarł przedwcześnie w 1947 roku w wyniku sepsy spowodowanej ciężkim zakażeniem paciorkowcami. Podobnie, przedwcześnie zmarł jego kolega i współautor Gleb Filipczenko.

## Rozpowszechnienie wyników badań
W 1950 roku Fock i kolega Kryłowa ze studiów Arkady Migdał wspólnie wydali książkę, zawierającą pierwsze rozdziały nieukończonej monografii Kryłowa, treść jego dysertacji doktorskiej oraz niewielki artykuł "O opisie niemaksymalnie zupełnych doświadczeń", w którym autor udowodniwszy możliwość sprzeczności krytykował stwierdzenie o opisie operatorem statystycznym niemaksymalnie zupełnego doświadczenia i zwrócił uwagę na nieistotność ciągłego przejścia między opisem kwantowym a klasycznym wskutek lematu Poincarégo o powracaniu.
Ponadto, Fock i Migdał zamieścili w książka obszerny artykuł o poglądach teoretycznych Kryłowa, które wyraźnie przeciwstawiały się dialektyce materialistycznej ówczesnych przeciwników teorii względności i teorii kwantów w ZSRR. Dzięki redakcji Focka, wyniki badań naukowych Kryłowa stały się powszechnie znane fizykom zarówno w ZSRR jak i w ówczesnych państwach bloku wschodniego, dzisiaj mieszczą się w kanonie problemów przejścia od dynamiki do statystyki w opisie układu fizycznego.
W 1953 roku polski fizyk teoretyk Leopold Infeld, przy okazji rozpowszechniania interpretacji mechaniki kwantowej zgodnej z materializmem dialektycznym szczególnie ważnym dla propagandy w nauce komunistycznej Polski czasów stalinizacji, opublikował przekład polski wyników badań Kryłowa i Focka, wraz z wynikami uczonych radzieckich takich jak Migdał, Landau, Lifszyc i Dmitrij Błochincew, dzięki czemu wyniki Kryłowa stały się znane w polskim środowisku naukowym.
W 1979 roku Migdał i matematyk Jakow Sinaj przełożyli książkę Kryłowa na język angielski, wskutek czego wyniki zyskały uznanie międzynarodowe. W przedmowie redaktor serii wydawniczej amerykański fizyk matematyczny Arthur S. Wightman porównał jego dzieło do klasycznych monografii autorów takich jak James Clerk Maxwell, Ludwig Boltzmann, Josiah Willard Gibbs, Paul Ehrenfest i Tatiana Afanasjewa-Ehrenfest, oraz dokonań uczonych takich jak Henri Poincaré, George D. Birkhoff, John von Neumann, Eberhard Hopf, Andriej Kołmogorow, Aleksandr Chinczyn, Norbert Wiener. Sinaj dodał artykuł o międzynarodowym rozwoju idei Kryłowa od czasu publikacji książki w ZSRR.